# Суперкубок России по футболу 2023
В 21-м розыгрыше за Суперкубок России по футболу 2023 встретились чемпион России 2022/23 петербургский «Зенит» и обладатель кубка России 2022/23 московский ЦСКА. Это 15-й финал между чемпионом и обладателем кубка страны.

## Команды

### История противостояния
«Зенит» и ЦСКА трижды пересекались в матчах за Суперкубок.
Противостояние команд в Суперкубке России
| год  | команда 1 | команда 2 | счёт |
| ---- | --------- | --------- | ---- |
| 2011 | Зенит     | ЦСКА      | 1:0  |
| 2013 | ЦСКА      | Зенит     | 3:0  |
| 2016 | ЦСКА      | Зенит     | 0:1  |

«Зенит» получил право на игру в Суперкубке как чемпион России сезона 2022/23, завоевав титул в 26-м туре чемпионата 7 мая. Клуб в 11-й раз примет участие в Суперкубке. Также является действующим обладателем приза. «Зенит» дважды выступал в Суперкубке в званиях чемпиона России и обладателя Кубка России (2011 и 2020 года).
ЦСКА получил право на игру в Суперкубке, обыграв 11 июня в финале Кубка России сезона 2022/23 в серии пенальти «Краснодар». Клуб в 12-й раз примет участие в матче Суперкубка, что является рекордом. ЦСКА трижды выступал в Суперкубке в званиях чемпиона России и обладателя Кубка России (2006, 2007 и 2013 года).
Обе команды по числу побед в суперкубках являются рекордсменами, по 7 побед у каждой.

### Достижения команд в розыгрышах Суперкубка
| Команда | Итого     | 2022              | 2021              | 2020              | 2019 | 2018              | 2016              | 2015              | 2014              | 2013              | 2012 | 2011              | 2010 | 2009              | 2008              | 2007              | 2006              | 2004              | 2003 |
| ------- | --------- | ----------------- | ----------------- | ----------------- | ---- | ----------------- | ----------------- | ----------------- | ----------------- | ----------------- | ---- | ----------------- | ---- | ----------------- | ----------------- | ----------------- | ----------------- | ----------------- | ---- |
| Зенит   | 10 матчей | Суперкубок России | Суперкубок России | Суперкубок России | 2    | —                 | Суперкубок России | Суперкубок России | —                 | 2                 | 2    | Суперкубок России | —    | —                 | Суперкубок России | —                 | —                 | —                 | —    |
| ЦСКА    | 11 матчей | —                 | —                 | —                 | —    | Суперкубок России | 2                 | —                 | Суперкубок России | Суперкубок России | —    | 2                 | 2    | Суперкубок России | —                 | Суперкубок России | Суперкубок России | Суперкубок России | 2    |

### Статистика выступлений в Суперкубке
| Команда | М  | В | Н | П | МЗ | МП | +/- | % побед |
| ------- | -- | - | - | - | -- | -- | --- | ------- |
| Зенит   | 10 | 6 | 1 | 3 | 16 | 11 | +5  | 060,00  |
| ЦСКА    | 11 | 7 | 1 | 3 | 20 | 11 | +9  | 063,64  |

## Подробности матча
| 15 июля 2023 Финал | Зенит (Санкт-Петербург) | 0:0 (0:0) (5:4 пен.) | ЦСКА (Москва) | Казань |
| 17:00 MSK |                         | протокол матча       |               | Стадион: «Ак Барс Арена» Зрителей: 40 867 Судья: Сергей Карасёв Помощники судьи: Игорь Демешко Алексей Лунёв Видеопомощник судьи (VAR): Виталий Мешков Ассистент видеопомощника судьи (AVAR): Максим Гаврилин Резервный судья: Артём Чистяков Игрок матча: Михаил Кержаков («Зенит») |
| Зенит (Санкт-Петербург): ---- Запасные: ---- Главный тренер: Сергей Богданович Семак ЦСКА (Москва): ---- Запасные: ---- Главный тренер: Владимир Валентинович Федотов |                         |                      |               | |

| Форма · Форма | Форма · Форма |